# Steve Lewis (athlétisme)
Steven « Steve » Earl Lewis (né le 16 mai 1969 à Los Angeles) est un athlète américain, spécialiste du 400 mètres. Vainqueur de trois titres olympiques en 1988 et 1992, il est l'actuel détenteur du record du monde junior du 400 m en 43 s 87 établi en finale des Jeux olympiques de 1988. Il est par ailleurs l'ancien détenteur du record du monde du relais 4 × 400 m (2 min 55 s 74 en 1992).

## Carrière
Entraîné par John Smith à UCLA, Steve Lewis réalise déjà 46 s 50 sur le tour de piste à l'âge de dix-sept ans. Qualifié deux ans plus tard pour les Jeux olympiques de Séoul, il crée la surprise en remportant le titre du 400 mètres devant le favori de l'épreuve, son compatriote Harry Butch Reynolds, alors détenteur du record du monde. L'américain de dix-neuf ans, qui s'impose en 43 s 87 devant Reynolds (43 s 93) et Danny Everett (44 s 09), établit la meilleure performance de sa carrière et signe un nouveau record du monde junior. Il remporte par ailleurs un deuxième titre olympique dans l'épreuve du 4 × 400 mètres, en tant que deuxième relayeur, aux côtés de Danny Everett, Kevin Robinzine et Harry Butch Reynolds. L'équipe américaine égale à cette occasion en 2 min 56 s 16 le record du monde détenu depuis les Jeux olympiques de 1968 par leurs compatriotes Matthews, Freeman, James et Evans.
En 1990, Steve Lewis remporte sur 400 m les Championnats NCAA (45 s 19), ainsi que les Championnats des États-Unis en descendant de nouveau sous les 45 secondes (44 s 75).
Deuxième des sélections olympiques américaines de 1992, derrière Danny Everett, l'Américain obtient sa qualification pour les Jeux olympiques de Barcelone. Malgré l'absence de Michael Johnson, éliminé lors des tours précédents, Steve Lewis ne parvient cependant pas à conserver son titre olympique en se classant deuxième de la finale en 44 s 21, derrière son compatriote Quincy Watts (43 s 50). En fin de compétition, le relais 4 × 400 m américain composé de Andrew Valmon, Quincy Watts, Michael Johnson et Steve Lewis décroche l'or olympique et établit un nouveau record du monde en 2 min 55 s 74, devant Cuba et le Royaume-Uni.

## Palmarès

### International
| Date | Compétition     | Lieu      | Résultat | Épreuve   |
| ---- | --------------- | --------- | -------- | --------- |
| 1988 | Jeux olympiques | Séoul     | 1er      | 400 m     |
| 1988 | Jeux olympiques | Séoul     | 1er      | 4 × 400 m |
| 1992 | Jeux olympiques | Barcelone | 2e       | 400 m     |
| 1992 | Jeux olympiques | Barcelone | 1er      | 4 × 400 m |

### National
- Championnats des États-Unis d'athlétisme :
  - 400 m  : vainqueur en 1990[7]

- Championnats NCAA : 
  - 400 m : vainqueur en 1990[8]

## Records
| Épreuve | Performance | Lieu  | Date              |
| ------- | ----------- | ----- | ----------------- |
| 400 m   | 43 s 87     | Séoul | 28 septembre 1988 |